# دار بوعزة المركز (دار بوعزة)
دار بوعزة المركز هي إحدى مشيخات المملكة المغربية، تتبع جغرافيا لإقليم النواصر وإداريًا لدار بوعزة. يقدر عدد سكانها بـ 8430 نسمة حسب الإحصاء الرسمي للسكان والسكنى لسنة 2004.